# Georges Dary
Georges Dary (* 6. Dezember 1889 in Paris; † 18. April 1945) war ein französischer Eishockeyspieler.

## Karriere
Georges Dary nahm für die französische Eishockeynationalmannschaft an den Olympischen Sommerspielen 1920 in Antwerpen teil.